# Томаш Махач
Томаш Махач (на чешки: Tomáš Macháč) е чешки професионален тенисист. Най-високото му място в ранглистата на ATP е № 60 в света на сингъл (към 18 март 2024 г.) и № 86 в света на двойки (към 12 февруари 2024 г.). Той е вторият най-високо класиран чешки тенисист (след Иржи Лехечка).

## Биография
Томаш Махач е роден на 13 октомври 2000 г. в Бероун, Чехия.
През 2020 г. дебютира в турнир от Големия шлем и печели първата си титла в сериите „Чалънджър“, участвайки в Кобленц Оупън. След това играе първата си квалификация за Открито първенство на Франция през 2020 г. Побеждава в три последователни мача, без да загуби сет, но в състезателния първи кръг губи от Тейлър Фриц в пет сета. На следващата година участва в Открито първенство на Австралия през 2021 г., където отпада във втория кръг след загуба от Матео Беретини (по това време № 10 в света) в четири сета.
Томаш Махач представлява Чехия на летните олимпийски игри през 2020 г., където достига до втория кръг след победа над Жоао Соуса.
През март 2022 г. Махач дебютира в сериите „Мастърс 1000“, в квалификациите за Индиан Уелс Оупън. Постига първата си победа на това ниво, надделявайки над Алексей Попирин. Махач отпада от шампионата след загуба от световния номер 1 Даниил Медведев.
През 2024 г. след победа в сериите „Мастърс“ в Маями, САЩ Махач елиминира Андрей Рубльов (по това време № 5 в света) и за пръв път в своята кариера се класира за 1/16-финали на Мастърс турнир.
Махач се среща с чешката тенисистка Катерина Синякова.
През март 2025 г. печели първата си титла – в Откритото първенство на Мексико, с което става вторият чешки тенисисист, печелил турнира след Иржи Новак през 1998 г.

### ATP финали (1 титла; 2 финала)
|        | П–З | Година | Турнир        | Клас      | Настилка | Опонент                    | Резултат      |
| ------ | --- | ------ | ------------- | --------- | -------- | -------------------------- | ------------- |
| Загуба | 0–1 | 2024   | Женева Оупън  | 250 серии | Клей     | Каспер Рууд                | 5–7, 3–6      |
| Победа | 1–1 | 2025   | Мексико Оупън | 500 серии | Твърда   | Алехандро Давидович Фокина | 7–6(8–6), 6–2 |